# Стив Франсис
Стив Франсис (енгл. Steve Francis; Такома Парк (Мериленд), САД, 21. фебруар 1977) је амерички кошаркаш.
На драфту 1999. одабрали су га Ванкувер Гризлиси као 2. пика.